# Anarta engedina
Anarta engedina là một loài bướm đêm thuộc họ Noctuidae. Nó có lẽ là loài bản địa Levant (nó đã được ghi chép ở Israel). Nó được tìm thấy ở vùng khô cằn 'En Gedi và bán khô cằn ở độ cao hơn trong sa mạc Judea gần Alon và Kfar Gedi.
Con trưởng thành bay từ tháng 1 đến tháng 3. Có một lứa một năm.